# Berliner Mathematische Gesellschaft
Die Berliner Mathematische Gesellschaft (BMG) ist ein gemeinnütziger und eingetragener Verein zur Förderung der Mathematik in und um Berlin und wurde 1901 in Berlin gegründet. Mit allgemeinverständlichen Vorträgen, Publikationen und Veranstaltungen verbindet die BMG die mathematisch interessierte Öffentlichkeit, die Mathematiker an den Hochschulen und aus der Wirtschaft sowie die mathematisch interessierten Lehrkräfte und Schüler.

## Geschichte
Die Berliner Mathematische Gesellschaft wurde am 31. Oktober 1901 in Berlin gegründet und basiert zum Teil auf dem „Mathematischen Verein an der Universität Berlin“.
Zu den 38 Gründungsmitgliedern der BMG zählten unter anderem Adolf Kneser, Edmund Landau, Issai Schur und als studentisches Gründungsmitglied Constantin Caratheodory. Der erste Vorsitzende der BMG von 1901 bis 1902 war Julius Weingarten.

### Bekannte Mitglieder
Folgende Mathematiker sind oder waren Mitglieder der BMG, mit * markierte Personen sind Ehrenmitglieder:
- Felix Klein
- David Hilbert
- Max von Laue
- Heinrich Behnke *
- Erhard Schmidt *
- Friedrich Hirzebruch *

### Vorstand und Organisation
Der Vorstand der BMG wird gemäß Satzung von den Mitgliedern der BMG für zwei Jahre gewählt. Nach der Wahl vom 6. Februar 2020 besteht der Vorstand der BMG derzeit aus Konrad Polthier (Vorsitzender), Eberhard Knobloch (stellv. Vorsitzender), Andreas Filler (Schriftführer) und Michael E. Klews (Schatzmeister) sowie einer Gruppe von Beisitzern, darunter ein Vertreter der Studentengruppe.
Die BMG ist in das Vereinsregister des Amtsgerichts Berlin-Charlottenburg unter Registernummer 2363NZ eingetragen.
Mitglied in der Berliner Mathematischen Gesellschaft können alle Personen werden, die die Mathematik in Berlin fördern möchten oder an mathematischen Aktivitäten interessiert sind.

## Aktivitäten
Die BMG fördert die Mathematik in Berlin zum Beispiel mit allgemeinverständlichen Vorträgen, Publikationen, Veranstaltungen sowie einer umfangreichen Homepage. Dort findet man unter anderem Informationen zu Veranstaltungen in Berlin und Umgebung, mathematischen Orten sowie Mathematikern, die in Berlin gewirkt haben.

### Mathematische Orte in Berlin
Die BMG stellt mathematische Orte in Berlin vor, darunter zum Beispiel:
- der Arc de 124,5° an der Urania in Berlin-Schöneberg
- die Gedenktafel für Niels Henrik Abel
- ein Medaillon zu Carl Friedrich Gauß
- der Stolperstein für Margarete Kahn
- der Fries am Roten Rathaus

### Publikationen
Mit Gründung der BMG wurde 1902 die Publikationsreihe „Sitzungsberichte der Berliner Mathematischen Gesellschaft“ gestartet. Von 2007 bis 2013 gab die BMG 28 Bände der Zeitschrift „Forum der Berliner Mathematischen Gesellschaft“ heraus.